# خوسيه رودريغيز
خوسيه رودريغيز (بالإسبانية: José Rodríguez Delgado)‏ (و. 1915 – 2011 م) هو مدرس، وعالم، وطبيب نفسي، من إسبانيا، ولد في رندة، توفي في سان دييغو، كاليفورنيا، عن عمر يناهز 96 عاماً.

## التعليم
تعلم في جامعة ييل.